# Karl Stewart
Karl Stewart (Kingston, 1926. május 19. – ?) jamaicai nemzetközi labdarúgó-játékvezető.

## Pályafutása

### Nemzeti játékvezetés
A játékvezetésből 1956-ban vizsgázott. Ellenőreinek, sportvezetőinek javaslatára lett az I. Liga játékvezetője. Az aktív nemzeti játékvezetéstől 1977-ben vonult vissza. Első ligás mérkőzéseinek száma: 400.

### Nemzetközi játékvezetés
A Jamaicai labdarúgó-szövetség Játékvezető Bizottsága (JB) terjesztette fel nemzetközi játékvezetőnek, a Nemzetközi Labdarúgó-szövetség (FIFA) 1966-tól tartotta nyilván bírói keretében. Több nemzetek közötti válogatott és klubmérkőzést vezetett, vagy működő társának partbíróként segített. Az aktív nemzetközi játékvezetéstől 1977-ben a búcsúzott. Nemzetközi mérkőzéseinek száma: 30.

#### Világbajnokság
A világbajnoki döntőhöz vezető úton Argentínába a XI., az 1978-as labdarúgó-világbajnokságra a FIFA JB bíróként alkalmazta. Selejtező mérkőzést az Amerika/Karib-térség (CONCACAF) zónában vezetett.
| Időpont            | Helyszín                  | Mérkőzés típusa                         | Mérkőzés   | Eredmény |
| ------------------ | ------------------------- | --------------------------------------- | ---------- | -------- |
| 1976. november 28. | Központi Stadion, Havanna | első forduló (B. csoport; (1. mérkőzés) | Kuba–Haiti | 1 : 1    |

## Sportvezetőként
Aktív pályafutását befejezve a jamíicai Játékvezető Bizottság (JB) elnöke lett.

## Szakmai sikerek
1978-ban a nemzetközi játékvezetés hírnevének erősítése, hazájában 10 éve a legmagasabb Ligában (osztályban) folyamatosan tevékenykedő, eredményes pályafutása elismeréseként, a FIFA JB felterjesztésére az 1965-ben alapított International Referee Special Award címmel és oklevéllel tüntette ki.